# المربعة (الخبت)

تعديل مصدري - تعديل

المربعة هي إحدى قرى عزلة نمرة بمديرية الخبت التابعة لمحافظة المحويت، بلغ تعداد سكانها 171 نسمة حسب تعداد اليمن لعام 2004.